# 陣屋町站
陣屋町站（日语：／ Jinyamachi eki */?）是日本貨物鐵道位於北海道室蘭本線上一個已停用的貨物鐵路車站，位於室蘭市，過往曾是日本製紙運送木材至相關工場的專用線路，2008年3月起改由集櫃車運輸後，專用列車也隨之停運，車站亦停止運作至今，但仍未處於廢站狀態。
同時，室蘭本線亦有本站起，另分支出一條單線路段，前往1.5公里之外的「陣屋町臨海線」，並通至同樣已停用的「陣屋町臨海站」，本條目將會一併討論。

## 歷史
本站曾經作為客運車站，過往在車站附近設有陣屋海水浴場，特別是夏天時會吸引不少泳客。後來，為擴展室蘭港，海水浴場被封閉。1968年，陣屋町～崎守複線化，因應路線改變，原來的候車車站需要拆除，直至1970年，旅客服務停止，改為純貨運站。
- 1944年10月1日：日本國有鐵道室蘭本線陣屋町信號場開業。
- 1950年12月1日：容許旅客乘降。
- 1953年7月15日：昇格為車站，改為「陣屋町站」，開業。
- 1970年：

- 8月1日：停止旅客營業，改為貨物站。
- 10月：木林輸送列車運行開始。
- 11月21日：陣屋工業團地的水面貯木場、附設礦物貨物積存設備的臨港鐵道開始營業。

- 1987年4月1日：國鐵分割民營化，車站承繼權改由JR貨物管理。
- 2008年3月12日：最後木材運送列車發送。同年3月15日時間表改正起不再設有貨物列車。
- 2012年2月3日：一批從JR北海道退役旳列車由陣屋町臨海站碼頭被移送至貨船轉讓至緬甸，自始陣屋町臨海站便成為了JR北海道把廢車拆卸或轉運至其他地方的處理站。

## 相鄰車站
北海道旅客鐵道（JR北海道）
■ 室蘭本線
崎守（H34）－陣屋町－本輪西（H33）
日本貨物鐵道（JR貨物）
■ 陣屋町臨海線
陣屋町臨海 －陣屋町